# Тюнампылькы (приток Ратты)
Тюнампылькы (устар. Тюняй-Кы) — река в России, протекает по территории Красноселькупского района Ямало-Ненецкого автономного округа. Устье реки находится в 107 км от устья Ратты по правому берегу, на высоте 69 метров над уровнем моря. Длина реки составляет 21 км.

## Данные водного реестра
По данным государственного водного реестра России относится к Нижнеобскому бассейновому округу, водохозяйственный участок реки — Таз. Речной бассейн реки — Таз.
Код объекта в государственном водном реестре — 15050000112115300064058.